# 三井洋子
三井 洋子（みつい ようこ）は、神奈川県横浜市出身の女優。
宝塚音楽学校卒業後、宝塚歌劇団に第39期生として入団「白藤歌子（2代目）」の名で中堅スターとして活躍。同団退団後、フリーで演劇活動に入る。NHK、民放で活躍。関西のテレビ・ラジオで活動した。
母は、宝塚歌劇団第13期生の「白藤歌子（初代）」。

## 出演
- 連続ラジオドラマ　ラジオ小劇場「星とコンクリート」（1964年2月8日21:30 - 22:00、NHKラジオ第2放送） - 子ども
- 教育番組「はたらくおじさん」「みんなのしごと」「はたらくひとたち」（小学2年社会科）（1965 - 1981年） - タンちゃん
- テレビドラマ「横堀川」（1966年 - 1967年）[2]
- テレビアニメ「ロボタン」(1966年 - 1968年）[2] - カンちゃん
- NHK連続ドラマ「けったいな人びと」（1973年 - 1974年）
- テレビドラマ「この指とまれ」（1975年）[2]
- 吹奏楽作品「アイヌ民話による吹奏楽と語り手・ソプラノのための音楽物語『ピカタカムイとオキクルミ』（大栗裕作曲）」（1976年4月24日、大阪府立青少年会館文化ホール） - 語り手
- NHK連続テレビ小説

「風見鶏」（1977年 - 1978年） - 高橋ふく
「虹を織る」（1980年 - 1981年） - お手伝いさん
- ラジオドラマ「ふたりの部屋」わたしの宝塚（1980年5月5日 - 5月16日23:05、NHK-FM）
- 教育番組「たのしいきょうしつ」（1985年 - 1993年） - もじゃくん
- テレビドラマ「学校の怪談（第１回）歩いて来るよ」（1994年）[2]

## ディスコグラフィー
- あの日の教室～さわやか3組-NHK子ども番組テーマ集- [CD+DVD] 
  - レーベル：Solid Records 発売日：2006年10月21日 型番：CDSOL-1140
  - 4、はたらくおじさん［オリジナルver.］　11、はたらくおじさん　12、みんなのしごと　32、たのしいきょうしつ